# Città di Carlisle
La città di Carlisle è stato un distretto non metropolitano della Cumbria, in Inghilterra nel Regno Unito, che comprendeva l'omonima città.
Il distretto fu creato con il Local Government Act 1972, il 1º aprile 1974 dalla fusione del brogo di contea di Carlisle, e dal distretto rurale di Border del Cumberland. Il distretto confinava con la Scozia a nord, a sud-ovest con il borgo di Allerdale e a sud con il distretto di Eden. Ad est vi era la contea del Northumberland.
Nel luglio 2021 il Ministero per l'Abitazione, le Comunità ed il Governo Locale annunciò che nell'aprile 2023 la Cumbria sarebbe stata riorganizzata in due autorità unitarie. Il 1º aprile 2023 venne pertanto abolito il consiglio del borgo di Copeland e le sue funzioni vennero trasferite alla nuova autorità unitaria del Cumberland, che comprende anche gli ex distretti di Copeland e Allerdale.

## Parrocchie civili
Le parrocchie, che non coprono l'area del capoluogo, erano:
- Arthuret
- Askerton
- Beaumont
- Bewcastle
- Brampton
- Burgh by Sands
- Burtholme
- Carlatton and Cumrew (consiglio per Carlatton e Cumrew)
- Castle Carrock and Geltsdale (consiglio per Castle Carrock e Geltsdale)
- Cummersdale
- Cumrew
- Cumwhitton
- Dalston
- Farlam
- Hayton
- Hethersgill
- Irthington
- Kingmoor
- Kingwater
- Kirkandrews-on-Esk
- Kirklinton Middle
- Midgeholme
- Nether Denton
- Nicholforest
- Orton
- Rockcliffe
- St Cuthbert Without
- Scaleby
- Solport
- Stanwix Rural
- Stapleton
- Upper Denton
- Walton
- Waterhead
- Westlinton
- Wetheral